# Olympische Sommerspiele 1968/Teilnehmer (Birma)
| Gelbes Symbol für Goldmedaillen mit stilisierten Olympischen Ringen | Graues Symbol für Silbermedaillen mit stilisierten Olympischen Ringen | Braundes Symbol für Bronzemedaillen mit stilisierten Olympischen Ringen |
| ------------------------------------------------------------------- | --------------------------------------------------------------------- | ----------------------------------------------------------------------- |
| —                                                                   | —                                                                     | —                                                                       |

Birma, das heutige Myanmar, nahm an den Olympischen Sommerspielen 1968 in Mexiko-Stadt mit einer Delegation von vier Sportlern (allesamt Männer) teil.

## Teilnehmer nach Sportarten

### Boxen
- Thet U Lai
Halbfliegengewicht: 9. Platz

- Tin Tun
Leichtgewicht: 17. Platz

### Leichtathletik
- Thin Sumbwegam
Marathon: 18. Platz

- Hla Thein
Marathon: 47. Platz